# Barbacoll de carpó blanc
El barbacoll de carpó blanc (Chelidoptera tenebrosa) és una espècie d'ocell de la família dels bucònids (Bucconidae) i única espècie del gènere Chelidoptera (Gould, 1837).

## Descripció
- Aspecte molt especial dins la família, amb cua curta i ales llargues.
- Color general negre blavós, amb carpó blanc i abdomen canyella.[2]

## Hàbitat i distribució
Habita boscos, sabanes i matolls de Sud-amèrica, per l'est de Colòmbia, Veneçuela i Guaiana cap al sud fins a l'est de l'Equador i del Perú, nord de Bolívia i el Brasil.